# Os Bichos
Os Bichos foi uma série de esculturas produzidas por Lygia Clark (1920-1988) a partir de 1960, no período em que a artista, juntamente com o Grupo Frente do Rio de Janeiro, passou a integrar o movimento neoconcretista.
As esculturas são formadas por placas de metais ligadas por dobradiças, de forma a conseguir formar novas esculturas, não se prendendo tão somente à forma original, mas dando uma infinidade de possibilidades para a criação de novos "Bichos".
Sobre essa questão, Clark fala:
É o nome que dei às minhas obras desse período, pois seu caráter é fundamentalmente orgânico. Além disso, a dobradiça que une os planos me faz pensar em uma espinha dorsal. A disposição das placas de metal determina as posições do Bicho, que à primeira vista parecem ilimitadas. Quando me perguntam quantos movimentos o Bicho pode fazer, respondo: ‘Eu não sei, você não sabe, mas ele sabe…’

O Bicho não tem avesso. É um organismo vivo, uma obra essencialmente atuante. Entre você ele se estabelece uma interação total, existencial. Na relação que se estabelece entre você e o Bicho não há passividade, nem sua nem dele. (…) Acontece na realidade um diálogo em que o Bicho tem respostas próprias e muito bem definidas ao estímulo de espectador. (…) a conjugação de seu gesto com a resposta imediata do Bicho cria uma relação e isso é possível graças aos movimentos que ele sabe fazer: é a vida própria do Bicho.
Essas obras de Lygia Clark inspiram imaginação, como quando procuramos ver desenhos nas nuvens, pois seu geocentrismo não é, de forma alguma, frio. Entretanto, suas linhas dinâmicas suas posições variadas remetem ludicamente ao observador/interator a fazer associações formais com seres vivos em suas múltiplas configurações. A própria Lygia coloca nome em alguns com base no que representam em certo momento.
As esculturas de Clark permitiam a interação do público com o objeto, de forma a romper com a barreira entre o espectador e a arte, uma vez que o espectador produzia sua própria arte a partir dos Bichos, de forma a redesenhar e modificar a proposta original para fazer a sua própria proposta. Os Bichos foram expostos em galerias pela Europa e Estados Unidos, sendo amplamente vendidos e espalhados ao mundo.